# Ridley Borchgrevink
Ridley Yngvar Borchgrevink, född 1 februari 1898 i Wimbledon, död 2 juli 1981, var en norsk konstnär. Han var son till Carsten Borchgrevink.
Borchgrevink var mest verksam som grafiker och bokillustratör, bland annat i den av honom själv författade Svart og hvitt i Afrika (1932) samt i Peter Christen Asbjørnsens Norske huldreeventyr og folkesagn (1934). Han har med stor framgång ägnat sig åt djurskildringar i en elegant och lekfull stil.